# قديات وأشباهها
القُدّ (بالإنجليزية: Sculpin)‏ هو اسم شائع لأسماك فصيلة القديات وأشباهها العليا (الاسم العلمي: Cottoidea) التي تتبع رتيبة القداويات (Cottoidei) من رتبة عقربيات البحر.

## فصائل
- القديات، Cottidae: أسماك القد الشائعة (258 نوعا)
- Abyssocottidae: أسماك قد المياه العميقة (24 نوعا)
- Agonidae (47 نوعا)
- Bathylutichthyidae: أسماك قد القطب الجنوبي (1 نوع)
- Comephoridae: Baikal oilfish (نوعان)
- Ereuniidae: أسماك قد المياه العميقة (3 أنواع)
- Hemitripteridae: غربان البحر، أسماك القد الشراعية الزعنفة (8 أنواع)
- Psychrolutidae: أسماك فقاعية وأشباهها (40 نوعا)
- Rhamphocottidae: أسماك القد الناخرة (1 نوع

## معرض الصور

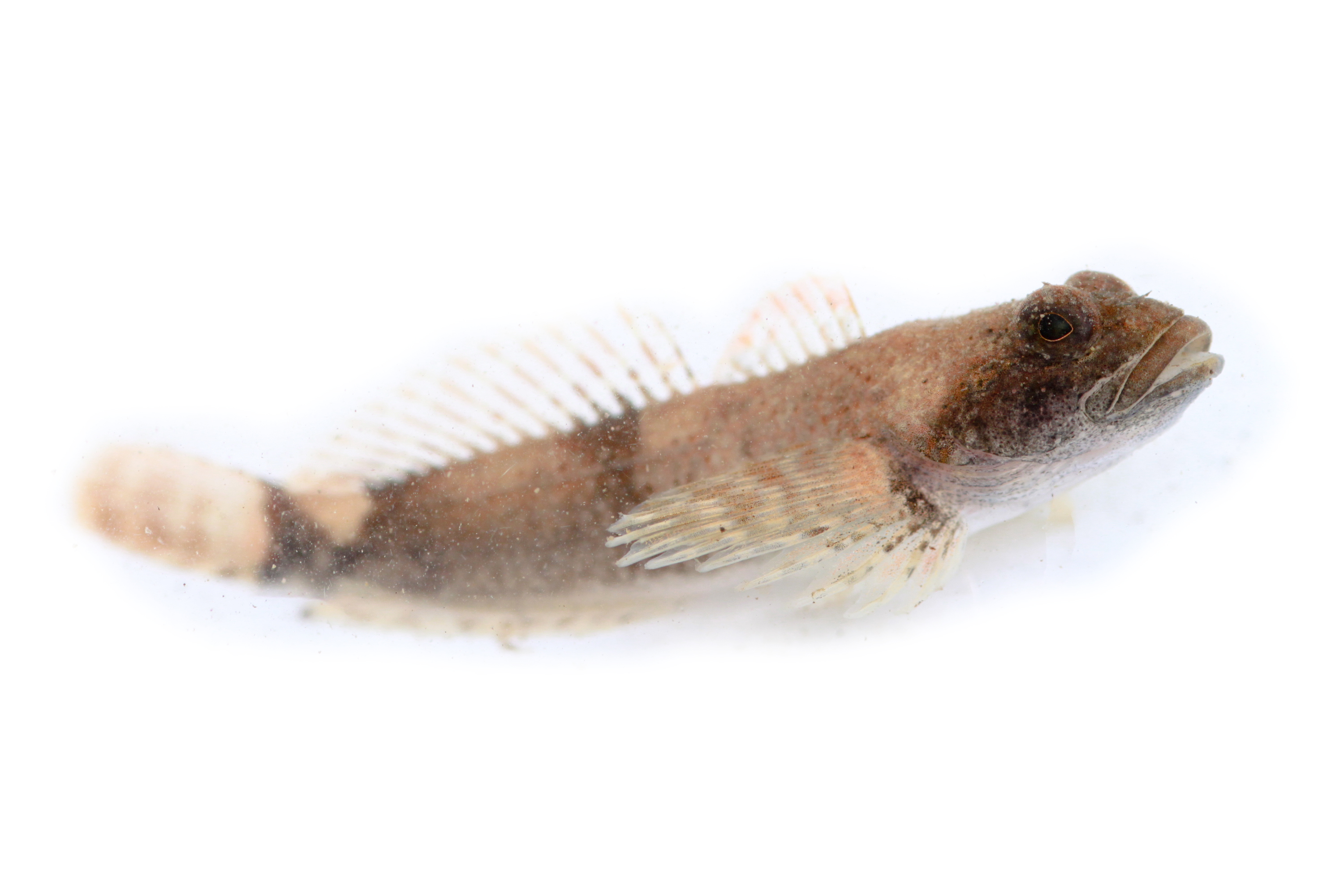
Cottus caeruleomentum
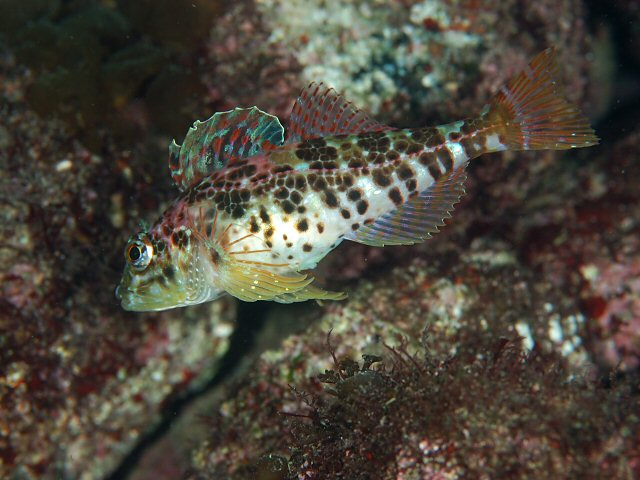
Pseudoblennius zonostigma
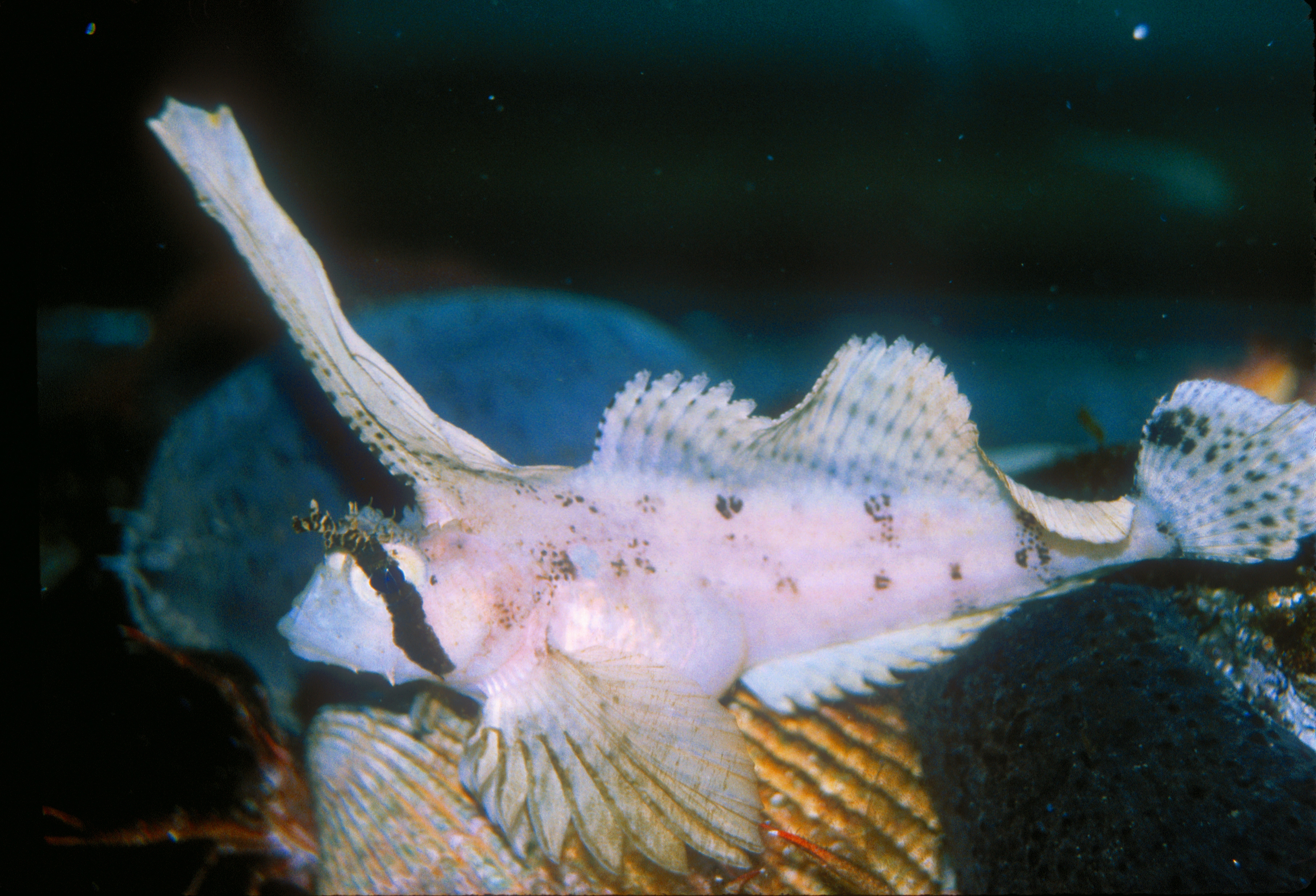
Nautichthys oculofasciatus  [لغات أخرى]‏
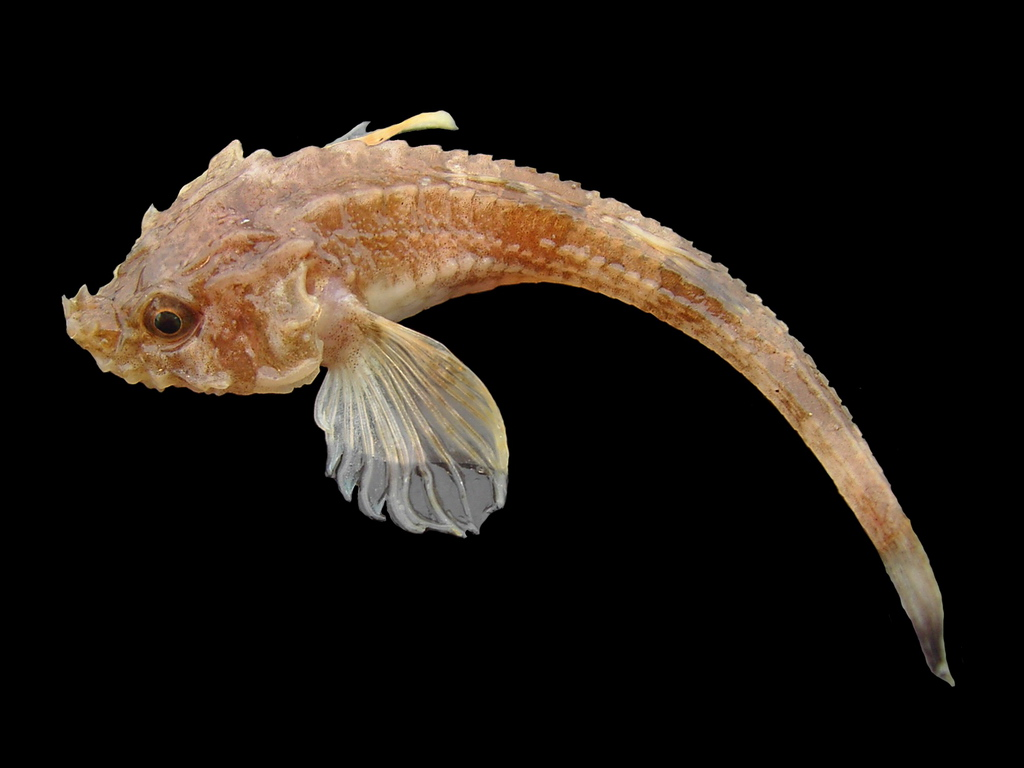
Agonus cataphractus
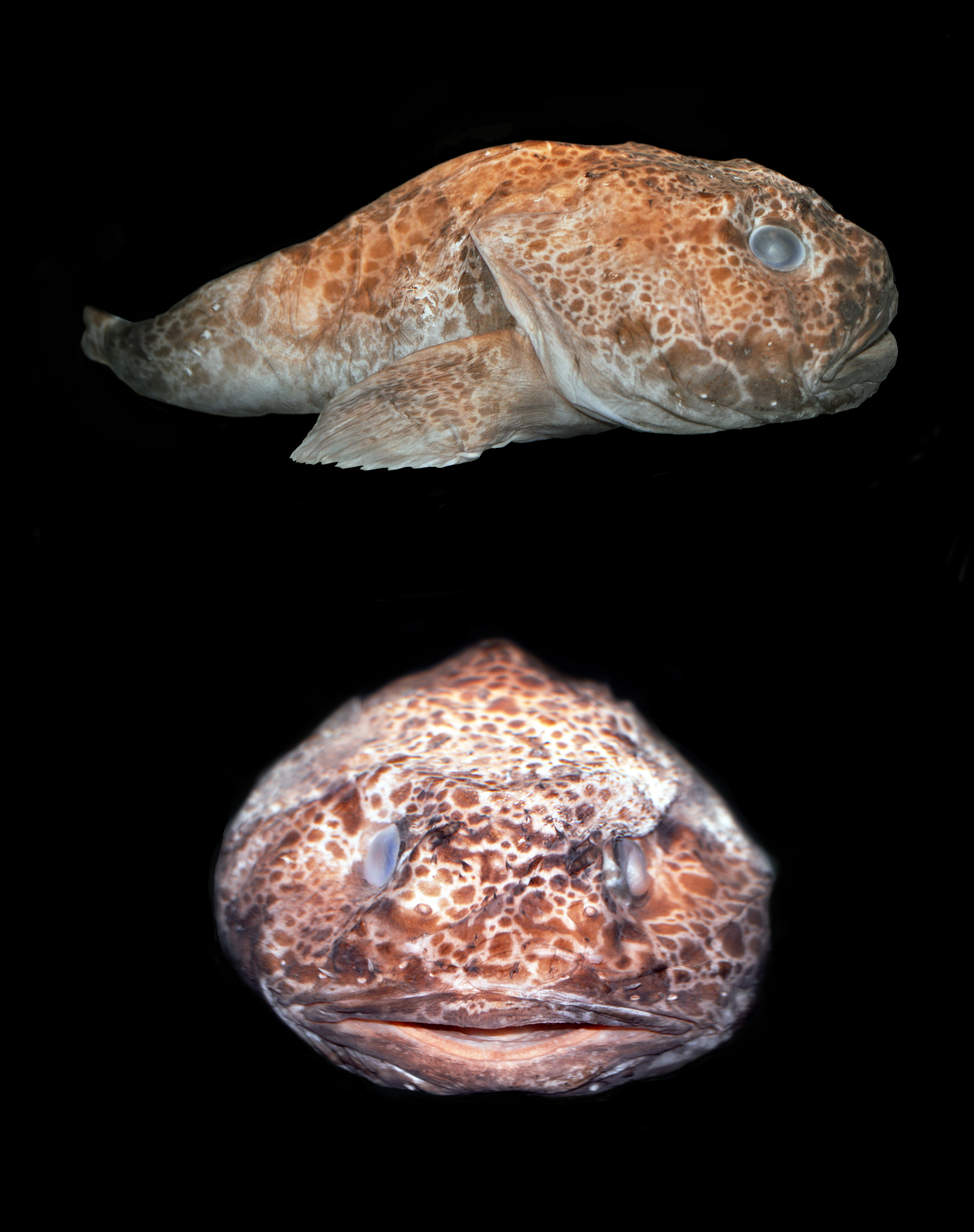
Ambophthalmos angustus